# Espace Détente
Espace Détente è un film del 2005, diretto da Bruno Solo e Yvan Le Bolloc'h, basato sulla sitcom Caméra Café e inedito in Italia.

## Trama
L'azienda in cui Hervé Dumont e Jean-Claude Convenant lavorano è sopravvissuta grazie alla produzione di C14, un prodotto vecchio ma comunque a buon mercato. Quando giungono voci riguardanti un nuovo prodotto creato per sostituire le C14, si diffonde sia tra i dirigenti che tra i dipendenti preoccupazione; essi cercheranno quindi di risolvere la situazione.

## Distribuzione
Il film è stato distribuito in Francia il 2 febbraio 2005 e ha incassato complessivamente 1777129 €.